# Родольфо Гамарра
Родольфо Гамарра (ісп. Rodolfo Gamarra; 10 грудня 1988, Асунсьйон, Парагвай) — парагвайський футболіст, нападник «Лібертад» та збірної Парагваю. Учасник чемпіонату світу з футболу 2010 року.

## Титули і досягнення
- Чемпіон Південної Америки (U-16): 2004
- Чемпіон Парагваю (4):

«Лібертад»: 2007, 2010 К, 2012 К, 2016 А
- Володар Кубка Парагваю (1):

«Гуарані»: 2018